# Persone di nome Héctor
| Questa pagina contiene informazioni ricavate automaticamente dalle voci biografiche con l'ausilio del template Bio e di un bot. L'aggiornamento è periodico e automatico e ricostruisce completamente la pagina. Se manca una persona in questa lista, sei pregato di non aggiungerla, ma accertati piuttosto che la sua voce biografica contenga il template Bio e che i dati anagrafici siano correttamente compilati. Se il template Bio manca, inseriscilo tu stesso o, in alternativa, metti l'avviso {{tmp\|Bio}} che ne segnala la mancanza. Se i dati riportati sono sbagliati, correggi direttamente la voce biografica; le modifiche saranno visibili in questa lista entro pochi giorni. Per chiarimenti vedi il progetto antroponimi. La lista contiene solo le 174 persone che sono citate nell'enciclopedia e per le quali è stato implementato correttamente il template Bio. Pagina aggiornata al 6 ago 2025. |

Questa è una lista di persone presenti nell'enciclopedia che hanno il nome Héctor, suddivise per attività principale.

## Allenatori di calcio(17)
- Héctor Almandoz, allenatore di calcio e ex calciatore argentino (Morón, n. 1969)
- Héctor Altamirano, allenatore di calcio e ex calciatore messicano (Matías Romero, n. 1977)
- Héctor Bidoglio, allenatore di calcio e ex calciatore argentino (Rosario, n. 1968)
- Héctor Bracamonte, allenatore di calcio e ex calciatore argentino (Río Cuarto, n. 1978)
- Hernán Caputto, allenatore di calcio e ex calciatore argentino (San Andrés de Giles, n. 1974)
- Héctor Castro, allenatore di calcio e calciatore uruguaiano (Montevideo, n. 1904 - Montevideo, † 1960)
- Héctor Cúper, allenatore di calcio e ex calciatore argentino (Chabás, n. 1955)
- Héctor Enrique, allenatore di calcio e ex calciatore argentino (Lanús, n. 1962)
- Héctor Hernández García, allenatore di calcio e calciatore messicano (n. 1935 - † 1984)
- Héctor Mancilla, allenatore di calcio e ex calciatore cileno (Purranque, n. 1980)
- Héctor Jesús Martínez, allenatore di calcio e ex calciatore argentino (Buenos Aires, n. 1947)
- Héctor Núñez, allenatore di calcio e calciatore uruguaiano (Montevideo, n. 1936 - Madrid, † 2011)
- Héctor Rodas, allenatore di calcio e ex calciatore spagnolo (Valencia, n. 1988)
- Héctor Salvá, allenatore di calcio e calciatore uruguaiano (Montevideo, n. 1939 - † 2015)
- Arturo Sanhueza, allenatore di calcio e ex calciatore cileno (Concepción, n. 1979)
- Héctor Tapia, allenatore di calcio e ex calciatore cileno (Santiago del Cile, n. 1977)
- Héctor Veira, allenatore di calcio e ex calciatore argentino (Buenos Aires, n. 1946)

## Allenatori di pallacanestro(1)
- Héctor López Reboledo, allenatore di pallacanestro uruguaiano (San Ramón, n. 1907 - † 1989)

## Arbitri di calcio(2)
- Héctor Baldassi, ex arbitro di calcio argentino (Río Ceballos, n. 1966)
- Saíd Martínez, arbitro di calcio honduregno (Tocoa, n. 1991)

## Arcivescovi cattolici(4)
- Héctor Rubén Aguer, arcivescovo cattolico argentino (Buenos Aires, n. 1943)
- Héctor Miguel Cabrejos Vidarte, arcivescovo cattolico peruviano (Chota, n. 1948)
- Héctor Raphaël Quilliet, arcivescovo cattolico francese (Bois-Bernard, n. 1859 - Lilla, † 1928)
- Héctor Rafael Rodríguez Rodríguez, arcivescovo cattolico dominicano (Sánchez, n. 1961)

## Assistenti arbitrali di calcio(1)
- Héctor Vergara, assistente arbitrale di calcio cileno (San Javier de Loncomilla, n. 1966)

## Attori(2)
- Héctor Alterio, attore argentino (Buenos Aires, n. 1929)
- Héctor Díaz, attore argentino (Buenos Aires, n. 1966)

## Avvocati(1)
- Héctor García Godoy, avvocato e politico dominicano (Moca, n. 1921 - Santo Domingo, † 1970)

## Cantanti(1)
- Héctor Lavoe, cantante portoricano (Ponce, n. 1946 - New York, † 1993)

## Cestisti(19)
- Héctor Aizpuru, cestista messicano (Monterrey, n. 1940 - Mexicali, † 2025)
- Héctor Alderete, cestista spagnolo (Madrid, n. 2002)
- Héctor Báez, cestista e allenatore di pallacanestro dominicano (La Romana, n. 1955 - La Romana, † 2014)
- Héctor Barreneche, ex cestista argentino (Mercedes, n. 1938)
- Héctor Blondet, cestista portoricano (Brooklyn, n. 1947 - Morovis, † 2006)
- Héctor Campana, ex cestista e politico argentino (Córdoba, n. 1964)
- Héctor Costa, cestista uruguaiano (Montevideo, n. 1929 - † 2010)
- Héctor García, cestista e allenatore di pallacanestro uruguaiano (Montevideo, n. 1926)
- Héctor Gil, ex cestista dominicano (n. 1962)
- Héctor Guerrero Delgado, cestista messicano (Chihuahua, n. 1926 - Chihuahua, † 1986)
- Héctor Hernández Gallegos, cestista messicano (Chihuahua, n. 1985)
- Héctor Manzano, ex cestista spagnolo (Barcellona, n. 1980)
- Vinicio Muñoz, ex cestista dominicano (Santo Domingo, n. 1956)
- Héctor Olivencia, ex cestista portoricano (Caguas, n. 1956)
- Héctor Payán, cestista messicano (Chihuahua, n. 1948 - Chihuahua, † 2012)
- Héctor Rodríguez, ex cestista messicano (San Antonio, n. 1952)
- Héctor Romero, ex cestista venezuelano (Barcelona, n. 1980)
- Héctor Ruiz, cestista uruguaiano (n. 1921)
- Héctor Valenzuela, ex cestista portoricano (n. 1982)

## Chitarristi(1)
- Walter Giardino, chitarrista e cantante argentino (Buenos Aires, n. 1960)

## Ciclisti su strada(3)
- Héctor Carretero, ex ciclista su strada spagnolo (Madrigueras, n. 1995)
- Héctor González Baeza, ciclista su strada spagnolo (Barakaldo, n. 1986)
- Héctor Sáez, ciclista su strada spagnolo (Caudete, n. 1993)

## Compositori(1)
- Héctor Flores Osuna, compositore e musicista portoricano (Caguas, n. 1923 - Caguas, † 2004)

## Fisiologi(1)
- Héctor Croxatto Rezzio, fisiologo cileno (Valparaíso, n. 1908 - Santiago del Cile, † 2010)

## Fotografi(1)
- Héctor Rondón Lovera, fotografo venezuelano (Apure, n. 1933 - 21 giugno, † 1984)

## Ginnasti(1)
- Héctor Ramírez, ex ginnasta cubano (L'Avana, n. 1943)

## Giocatori di baseball(1)
- Héctor Velázquez, giocatore di baseball messicano (Ciudad Obregón, n. 1988)

## Giocatori di calcio a 5(1)
- Héctor Albadalejo, giocatore di calcio a 5 spagnolo (Barcellona, n. 1982)

## Giornalisti(1)
- Héctor Oesterheld, giornalista e fumettista argentino (Buenos Aires, n. 1919 - † 1978)

## Hockeisti su ghiaccio(1)
- Héctor Majul, hockeista su ghiaccio messicano (Città del Messico, n. 1994)

## Informatici(1)
- Héctor García-Molina, informatico messicano (Monterrey, n. 1954 - † 2019)

## Judoka(1)
- Héctor Rodríguez, ex judoka cubano (n. 1951)

## Lottatori(1)
- Héctor Milián, ex lottatore cubano (Pinar del Río, n. 1968)

## Pianisti(1)
- Daniel Rivera, pianista argentino (Rosario, n. 1952)

## Piloti automobilistici(1)
- Héctor Rebaque, pilota automobilistico messicano (Città del Messico, n. 1956)

## Piloti motociclistici(3)
- Héctor Barberá, pilota motociclistico spagnolo (Dos Aguas, n. 1986)
- Héctor Faubel, pilota motociclistico spagnolo (Llíria, n. 1983)
- Héctor Garzó, pilota motociclistico spagnolo (Valencia, n. 1998)

## Politici(3)
- Héctor José Cámpora, politico argentino (Mercedes, n. 1909 - Cuernavaca, † 1980)
- Héctor Trujillo, politico dominicano (San Cristóbal, n. 1908 - Miami, † 2002)
- Héctor Valer, politico e avvocato peruviano (Abancay, n. 1959)

## Pugili(3)
- Héctor Camacho, pugile portoricano (Bayamón, n. 1962 - San Juan, † 2012)
- Héctor Méndez, pugile argentino (Buenos Aires, n. 1897 - Buenos Aires, † 1977)
- Héctor Vinent, ex pugile cubano (Santiago di Cuba, n. 1972)

## Registi(2)
- Héctor Babenco, regista, sceneggiatore e produttore cinematografico argentino (Mar del Plata, n. 1946 - San Paolo, † 2016)
- Héctor Olivera, regista cinematografico e sceneggiatore argentino (Olivos, n. 1931)

## Religiosi(1)
- Héctor Valdivielso Sáez, religioso argentino (Buenos Aires, n. 1910 - Turón, † 1934)

## Rugbisti a 15(2)
- Héctor De Marco, ex rugbista a 15, allenatore di rugby a 15 e ingegnere argentino (Córdoba, n. 1966)
- Héctor Silva, rugbista a 15 e allenatore di rugby a 15 argentino (La Plata, n. 1945 - La Plata, † 2021)

## Scacchisti(1)
- Héctor Rossetto, scacchista argentino (Bahía Blanca, n. 1922 - Buenos Aires, † 2009)

## Schermidori(2)
- Héctor Bravo, ex schermidore cileno
- Héctor Lucchetti, schermidore argentino (La Plata, n. 1905)

## Scrittori(4)
- Héctor Bianciotti, scrittore argentino (Córdoba, n. 1930 - Parigi, † 2012)
- Héctor Libertella, scrittore argentino (Bahía Blanca, n. 1945 - Buenos Aires, † 2006)
- Héctor Licudi, scrittore e giornalista britannico (Gibilterra - Madrid, † 1959)
- Héctor Tobar, scrittore e giornalista statunitense (Los Angeles, n. 1963)

## Siepisti(1)
- Héctor Begeo, ex siepista e mezzofondista filippino (Bauko, n. 1964)

## Vescovi cattolici(1)
- Héctor David García Osorio, vescovo cattolico honduregno (Concepción de María, n. 1966)

## Wrestler(1)
- Héctor Guerrero, ex wrestler messicano (Città del Messico, n. 1954)